# 燕子献
燕子献（？—560年4月4日），字季则，广汉下洛（今河北涿鹿）人。
小時被算命仙說：“使役在胡代，富贵在齐赵。”在宇文泰称霸关中，燕子献在宇文泰部下任典签，将命出使茹茹。燕子献欲应验算命的话，归东魏高欢。高欢命他娶淮阳公主，甚被待遇。齐文宣帝时，官至侍中、开府。與杨愔等受遗诏辅政。高殷即位後，楊愔、燕子獻等懼怕高演奪位，杨愔和燕子献等人商议外调高演和高湛离京（首都邺城）到外地担任刺史。皇太后李祖娥把这道密奏给高仲密的前妻李昌仪看，李昌仪再向太皇太后娄昭君告密。乾明元年（560年），二月二十三日，尚书省大宴文武百官。燕子献與杨愔等去参加，眾人於宴中被擒，高演令家奴施以暴打，头破血流。子献體強有力，頭髮又少，一片混亂之际，獨自走出大門，被斛律光逮著。子献叹曰：“丈夫为计迟，遂至于此矣。”最後被殺。